# Concepción del Norte (kommun)
Concepción del Norte är en kommun i Honduras.   Den ligger i departementet Departamento de Santa Bárbara, i den västra delen av landet, 160 km nordväst om huvudstaden Tegucigalpa. Antalet invånare är 7 740. Arean är 135 kvadratkilometer.
Terrängen i Concepción del Norte är kuperad åt nordost, men åt sydväst är den bergig.